# Парнел (Мисури)
Парнел (енгл. Parnell) град је у америчкој савезној држави Мисури.

## Демографија
По попису из 2010. године број становника је 191, што је 6 (-3,0%) становника мање него 2000. године.
| Група             | 2000.       | 2010.       |
| Белци             | 196 (99,5%) | 190 (99,5%) |
| Афроамериканци    | 1 (0,5%)    | 0 (0,0%)    |
| Азијати           | 0 (0,0%)    | 1 (0,5%)    |
| Хиспаноамериканци | 0 (0,0%)    | 0 (0,0%)    |
| Укупно            | 197         | 191         |